# راضي السلايمة
راضي علي السلايمة (1904 - 1996) هو أحد أبرز وجوه الإخوان المسلمين في القدس. عاش في مصر وعمل في التجارة، ونشط مع الإخوان المسلمون في مصر، وكان عضوًا في أسرة ضمت عدد من قيادات الإخوان في القاهرة، مثل أحمد الملط. يعده البعض من مؤسسي جماعة الإخوان المسلمون في مصر عام 1928.

## حياته
وُلد راضي السلايمة في مدينة الخليل عام 1904 (أو عام 1905 حسب بعض المصادر)، وكان قد درس في جامعة الأزهر، وعاش في مصر 24 عامًا. كان منزله في الروضة، وله دُكانٌ هناك. كان واسطةً بين حسن البنا وحسن الهضيبي، فينقل التعليمات من البنا والجواب من الهضيبي، وذلك لأنَّ الهضيبي كان منخرطًا في صفوف الإخوان المسلمين بصورةٍ غير معلنة.
تُشير بعض الروايات أنَّ راضي كان مسؤولًا عن صندوق الدعوة أثناء تواجده في القاهرة، وكان قد غادر القاهرة بعد بدء الصراع بين الإخوان المسلمين وجمال عبد الناصر عام 1954. حيث أصبح نائب شعبة القدس، وعمل في صفوف الإخوان المسلمين في الأردن، فكان أبرز قيادات الإخوان في الضفة الغربية، واستلم إدارة مطابع الإخوان المسلمين، وكان أحد الوجوه التي أسهمت في الربط بين الإخوان المسلمين في الضفة الغربية وقطاع غزة بعد عام 1967. كان راضي أيضًا مسؤولًا عن المكتب الإداري للإخوان المسلمين في الضفة الغربية وقطاع غزة ويدير العمل وينسقه بين المنطقتين، وخلفه بعد ذلك عبد الفتاح دخان.
تُوفي راضي السلايمة عام 1996 في القدس، وُدفن في مقبرة باب الأسباط.

## قيل عنه
يذكر محمد أبو طير في مذكراته:
وصفه يوسف القرضاوي في كتابه «ابن القرية والكتاب: ملامح سيرة ومسيرة»، حيث قال:
والحاج راضي السلايمة تاجر صدوق، أحسبه من الذين قال الله فيهم: ﴿رِجَالٌ لَا تُلْهِيهِمْ تِجَارَةٌ وَلَا بَيْعٌ عَنْ ذِكْرِ اللَّهِ وَإِقَامِ الصَّلَاةِ وَإِيتَاءِ الزَّكَاةِ يَخَافُونَ يَوْمًا تَتَقَلَّبُ فِيهِ الْقُلُوبُ وَالْأَبْصَارُ ۝٣٧﴾ [النور:37]
التزم الحاج راضي في تجارته ثلاث خصال أساسية لا يحيد عنها، ولا يتساهل فيها مع نفسه:
1. أن يتجنب الحلف والأيمان، فلا يحلف على سلعة، ولا على ثمن، بائعًا كان أو مشتريًّا. وعرف الناس عنه ذلك، فلا يجرؤ أحد أن يطلب منه اليمين على صدقه. بل كلمته مصدّقة عند زبائنه جميعًا.
2. ألا يتعامل مع البنوك، وكانت كل البنوك في ذلك الوقت ربوية. ومعنى هذا: أنه أراد أن يقي نفسه رجس الربا، فلا يأخذه ولا يعطيه، ولا يتوسع في تجارته، فيحتاج إلى البنك. ولكن على قدر لحافه يمد رجليه.
3. ألا يستلف من أحد قليلًا ولا كثيرًا، لما علم من خطورة الدَّيْن في الإسلام، وأن الشهيد يغفر له كل شيء إلا الدين، فلم يرد أن يورط نفسه في دين لعله لا يمكنه الوفاء به، والوقاية خير من العلاج.